# Egoist
Egoist (エゴイスト), stylisé en EGOIST, était un duo japonais de musique pop composé de l'auteur-compositeur ryo du groupe Supercell et de la chanteuse chelly. Formé à l'origine pour produire les génériques pour la série télévisée d'animation Guilty Crown en 2011, le groupe a continué de créer de nouvelles musiques pour d'autres séries anime tel que Psycho-Pass, Kabaneri of the Iron Fortress et Fate/Apocrypha. Le premier album d'EGOIST Extra terrestrial Biological Entities est sorti en septembre 2012.

## Histoire
En 2011, l'auteur-compositeur ryo du groupe supercell a été chargée de composer les génériques pour la série animée Guilty Crown. Cette même année, supercell a tenu des auditions du 25 mai au 19 juin pour la chanteuse du troisième album du groupe: Zigaexperientia (en) (2013). Par la même occasion ryo recherchait la future chanteuse d'EGOIST, groupe de musique fictif de l'anime Guilty Crown. Sur plus de 2 000 candidats, c'est la jeune chelly, âgée de 17 ans, qui a été retenue pour chanter sous le personnage d'Inori Yuzuriha. EGOIST a commencé avec son premier single: Departures ～Anata ni Okuru Ai no Uta～ (Departures －あなたにおくるアイの歌－), sorti le 30 novembre 2011. Cette musique a servi comme premier ending de Guilty Crown.
Le second single du groupe, The Everlasting Guilty Crown, est paru quant-à-lui le 7 mars 2012 et a été utilisé comme second opening de la série Guilty Crown. Ces deux singles ont été remixés par les Boom Boom Satellites,. Le 19 septembre 2012 est survenu le premier album d'EGOIST : Extra terrestrial Biological Entities.
Le troisième single du groupe Namae no nai kaibutsu (名前のない怪物, litt. « Monstre sans nom ») est sorti le 5 décembre 2012; il est utilisé comme le premier ending pour la série anime Psycho-Pass. Le quatrième single intitulé All Alone With You (litt. « Seul avec toi ») sort le 6 mars 2013, il a été utilisé pour le second ending de la série animée Psycho-Pass. EGOIST a mis en vente son premier single digital Suki to Iwareta Hi (好きと言われた日) le 6 novembre 2013. Le 19 novembre 2014 paraît le cinquième single du groupe: Fallen; que l'on retrouve en tant qu'ending pour la série Psycho-Pass 2. Le sixième single du groupe, nommé Reloaded (リローデッド, Rirōdeddo) est sorti le 11 novembre 2015, celui-ci est utilisé en tant que chanson thème du film d'animation Genocidal Organ. Ghost of a smile, une des chansons comprises dans le single, est également utilisé comme thème pour le film Harmony. Leur septième single: Kabaneri of the Iron Fortress est sorti le 25 mai 2016 en tant qu'opening pour la série anime éponyme de 2016. EGOIST change de label pour Sacra Music, sous Sony Music Entertainment Japan, en| avril 2017. Le huitième single d'EGOIST Eiyū unmei no uta (英雄 運命の詩, litt. « Héros : Le Chant du destin ») est publié le 16 août 2017; la chanson est utilisée comme opening de la série anime de 2017 Fate/Apocrypha. Le 27 décembre 2017, leur album de compilation Greatest Hits 2011-2017 Alter Ego  est publié.
Le character-design et la plupart des jaquettes d'EGOIST ont été réalisées par l'illustrateur redjuice[réf. nécessaire].

## Discographie

### Albums

#### Albums studios
| Titre                                 | Détails de l'album | Meilleures positions de l'Oricon | Ventes (JPN) |
| ------------------------------------- | --- | -------------------------------- | ------------ |
| Extra terrestrial Biological Entities | - Date de sortie : 23 mai 2012 - Label : Sony Music (SRCL-8091, SRCL-8092, SRCL-8093) - Formats : CD, CD+DVD, téléchargement numérique | 9                                | 50 000       |

#### Compilations
| Titre                               | Détails de l'album | Meilleures positions de l'Oricon | Ventes (JPN) |
| ----------------------------------- | --- | -------------------------------- | ------------ |
| Greatest Hits 2011-2017 “Alter Ego” | - Date de sortie : 27 décembre 2017 - Label : SACRA MUSIC (VVCL-1148/50, VVCL-1151/2, VVCL-1153/4, VVCL-1155) - Formats : CD, CD+DVD, CD+BD, CD+BD+Egoistag 2011-2017, téléchargement numérique | 4                                |              |

### Singles
| Année                                                   | Titre                                                                       | Meilleures positions de l'Oricon | Ventes (JPN) | Certifications            | Album                                 |
| ------------------------------------------------------- | --------------------------------------------------------------------------- | -------------------------------- | ------------ | ------------------------- | ------------------------------------- |
| 2011                                                    | Departures ～Anata ni Okuru Ai no Uta～ - Date de sortie : 30 novembre 2011 | 8                                | 46 000       |                           | Extra terrestrial Biological Entities |
| 2012                                                    | The Everlasting Guilty Crown - Date de sortie : 7 mars 2012                 | 7                                | 51 000       | - RIAJ (Digital): Or      | Extra terrestrial Biological Entities |
| 2012                                                    | Namae no Nai Kaibutsu - Date de sortie : 5 décembre 2012                    | 6                                | 41 000       | - RIAJ (Digital): Platine | Aucun                                 |
| 2013                                                    | All Alone with You - Date de sortie : 6 mars 2013                           | 6                                | 33 000       | - RIAJ (Digital): Or      | Aucun                                 |
| 2014                                                    | Fallen - Date de sortie : 19 novembre 2014                                  | 9                                | 28 745       | - RIAJ (Digital): Or      | Aucun                                 |
| 2015                                                    | Reloaded - Date de sortie : 11 novembre 2015                                | 6                                | 28 493       |                           | Aucun                                 |
| 2016                                                    | Kabaneri of the Iron Fortress - Date de sortie : 25 mai 2016                | 2                                | 30 341       |                           | Aucun                                 |
| 2017                                                    | Eiyū Unmei no Uta - Date de sortie : 16 août 2017                           | 5                                |              |                           | Aucun                                 |
| "—" désigne les morceaux qui ne pouvaient être classés. |                                                                             |                                  |              |                           |                                       |

#### Singles numériques
| Année | Titre                                                   | Album |
| ----- | ------------------------------------------------------- | ----- |
| 2013  | Suki to Iwareta Hi - Date de sortie : 6 novembre 2013   | Aucun |
| 2016  | Welcome to the *fam - Date de sortie : 23 novembre 2016 | Aucun |

### Chansons Tie-up
| Titre                                   | Anime                                                      |
| --------------------------------------- | ---------------------------------------------------------- |
| Departures ～Anata ni Okuru Ai no Uta～ | Le premier ending de la série télévisée anime Guilty Crown |
| The Everlasting Guilty Crown            | Le second opening de Guilty Crown                          |
| Namae no Nai Kaibutsu (名前のない怪物)  | Le premier ending pour la série anime Psycho-Pass          |
| All Alone With You                      | Le second ending de la série animée Psycho-Pass            |
| Planetes                                | La chanson thème utilisée pour l'OAV de Guilty Crown       |
| Fallen                                  | L''ending pour la série Psycho-Pass 2                      |
| Door                                    | Chanson thème pour le film d'animation Shisha no Teikoku   |
| Ghost of a smile                        | Chanson thème pour le film d'animation Harmony             |
| Reloaded (リローデッド, Rirōdeddo)      | Chanson thème pour le film d'animation Genocidal Organ     |
| KABANERI OF THE IRON FORTRESS           | L'opening de Kabaneri of the Iron Fortress                 |
| Eiyū Unmei no Uta (英雄 運命の詩)       | L'opening de Fate/Apocrypha                                |

## Tournées
| Année | Titre                        | Lieu                                  | Date         |
| ----- | ---------------------------- | ------------------------------------- | ------------ |
| 2014  | Egoist Live tour 2014        | NanbaHatch                            | 23 août      |
| 2014  | Egoist Live tour 2014        | Zepp Tokyo                            | 31 août      |
| 2014  | Egoist Live tour 2014        | Zepp Nagoya                           | 15 septembre |
| 2015  | Egoist live in Hongkong 2015 | Star Hall du KITEC (en) (à Hong Kong) | 30 avril     |

### Participations
- Afa13 - Festival d'Anime Asie Singapour 2013 (le 8 novembre 2013 au Suntec International Convention Centre 401 - 404 (en) à Singapour)
- Afa14 - Festival d'Anime Asie Singapour 2014 (le 15 août 2014 au Jakarta Convention Center (en) à Jakarta en Indonésie)
- Psucho-Fes(le 26 septembre 2014 au Pacifico Yokohama National University Hall (en) à Yokohama au Japon)